# 覺羅郎球
覺羅郎球（穆麟德轉寫：gioroi langkio，1594年—1666年），滿洲正白旗，清朝官员、清朝刑部尚書。
曾任清朝首任禮部尚書。順治七年四月己亥，接替阿喇善，擔任清朝刑部尚書，后革。由濟席哈接任。

## 延伸阅读
[在维基数据编辑]
 《清史稿/卷226》，出自趙爾巽《清史稿》